# Mikael Norman
Erik Mikael Bengtsson Norman, född 5 september 1957 i Västerhaninge församling i Stockholms län, är en svensk barnläkare verksam vid Karolinska Universitetssjukhuset och professor vid Karolinska Institutet.
Mikael Norman blev överläkare 1995 och professor i pediatrik och neonatologi 2008. Han har innehaft olika chefsbefattningar inom barnsjukvården i Stockholm, bland annat som chef för neonatalverksamheten vid Karolinska Universitetssjukhuset. Förutom sin läkargärning och forskning har Mikael Norman engagerat sig i specialistutbildning av sjuksköterskor, patientsäkerhet och kvalitet. Han har varit medicinsk rådgivare åt Löf (Löf regionernas ömsesidiga försäkringsbolag) och medicinsk redaktör på Läkartidningen. Han är sedan 2017 registerhållare för Svenska Neonatalvårdsregistret (SNQ).
Mikael Normans tidiga forskning fokuserade på det nyfödda barnets cirkulationsfysiologi, samt på samband mellan olika exponeringar under foster- och spädbarnsperiod och hjärtkärlsjukdom som vuxen. På senare år har forskningen mer fokuserat på mycket tidigt födda barn och perinatal epidemiologi. 